# Hinemos
Hinemos（ヒネモス）は、複数のコンピュータを単一のコンピュータのイメージで運用管理することを実現するオープンソースソフトウェア。運用目的ごとにコンピュータをグループ登録し、グループに対して状態監視、ジョブ管理、性能管理、環境構築、収集蓄積を行う機能を備えている。

## 機能

### 基本機能
利用できる基本的な機能は以下の通り。
- 統合画面機能：各種運用管理画面を統合的に表示する機能。
- 環境構築機能：複数のノードに対して環境構築に必要な処理(ファイル配布、コマンド実行)を一括で実行する機能。
- ジョブ機能：管理対象のコンピュータでジョブを実行・制御する機能。
- RBA機能：管理対象に対する運用操作の定型化・自動化を実現する機能。
- 収集蓄積機能：監視対象となる数値・文字列データの収集・蓄積・転送が可能。
- 監視機能：管理対象のコンピュータを監視する機能。以下の状態監視が可能。
  - ping監視
  - リソース監視
  - JMX監視
  - プロセス監視
  - サービス・ポート監視
  - HTTP監視
  - HTTPシナリオ監視
  - SQL監視
  - Windowsサービス監視
  - Windowsイベント監視
  - システムログ監視（syslogの監視）
  - ログファイル監視
  - SNMPTRAP監視
  - SNMP監視
  - カスタム監視
  - カスタムトラップ監視
- SDML：Software Defined Monitoring and Loggingの略称。監視対象アプリケーションにSDMLロギングを組込み 　　　　制御ログと監視ログを介して、モニタリング(監視)とロギングの定義と制御が可能。
- 性能管理機能：CPU、メモリ、ディスク、ネットワークのリソース情報を収集し、グラフ表示する機能。
- リポジトリ管理機能：複数のコンピュータやネットワーク機器をグループ単位で管理する機能。
- 通知機能
  - イベント通知：履歴としてHinemosの画面に表示する通知
  - ステータス通知：最新の状態としてHinemosの画面に表示する通知
  - コマンド通知：マネージャでコマンドを実行する通知
  - ジョブ通知：エージェントでコマンド（ジョブフロー）を実行する通知
  - メール通知：メールを指定の宛先に送信する通知
  - ログエスカレーション通知：syslogを指定の宛先に送信する通知
  - 環境構築通知：管理対象機器側で環境構築定義を実行する通知
- カレンダ機能：指定の曜日・日時での挙動をコントロールする機能
- アカウント機能：Hinemosユーザ・ロールの作成・変更・削除・権限の付与を実行し、各機能、設定に対するアクセス権を制御する機能。
- メンテナンス機能：Hinemosで利用するデータベースをメンテナンスする機能。
- WebサービスAPI：SOAPを通して外部プログラムからのHinemosの利用を可能にする機能。

### 追加機能
オプションとして利用できる機能は以下の通り。
- エンタープライズ機能
  - HInemosジョブマップ：ジョブをグラフィカルに表示して視認性・操作性を高める機能
  - Hinemosノードマップ：管理対象をグラフィカルに表示しシステム運用状況の視認性を高める機能
  - Hinemosレポーティング：蓄積しているシステム稼働情報やジョブ制御情報を稼働状況レポートとして出力する機能
  - Hinemos Utility：効率的な設定操作、設定データの管理、インポートエクスポートを可能とする機能
  - ユーティリティツール：Hinemosをより便利に活用するための各種ツール
    - RPA連携ツール：RPA（ロボティック・プロセス・オートメーション）の導入環境を効率よく運用を行うツール
    - インシデント管理連携ツール：HinemosとITサービス管理（ITSM)製品を連携させるツール
    - バージョンアップツール：旧バージョンのHinemosで利用中の設定データを、最新バージョンのHinemosで利用可能にする設定データのコンバートツール
    - コマンドラインツール：Hinemosマネージャに対するCUI操作を可能にするツール
- クラウド管理・VM管理機能
  - Hinemosクラウド管理(AWS版)；AWS環境に特化した運用管理を実現する機能
  - Hinemosクラウド管理(Azure版)；Azure環境に特化した運用管理を実現する機能
  - HinemosVM管理管理(VMware版)；VMware環境に特化した運用管理を実現する機能
  - HinemosVM管理管理(Hyper-V版)：Hyper-V環境に特化した運用管理を実現する機能
- ミッションクリティカル機能
  - Hinemos HA：HAクラスタを構成し、Hinemosの信頼性を高める機能

## 特長
- 国産のオープンソースソフトウェア。
- 全機能をワンパッケージとして提供している。
- 管理対象のグループ化、階層化が容易。
- オープンソースの運用管理ソフトウェアの中では珍しく、ジョブ管理機能を備える。[1]
- エージェントレスでも基本的な監視管理機能や性能管理機能が利用可能。
- 商用サービスがサブスクリプションとして提供されており、価格体系がエージェント数に依存しない体系となっている。
- 仮想環境、クラウド環境の管理も可能。
- 冗長化機能をソフトウェアとして有しておりプロセスダウンや応答なしといった上位のレベルの障害も検知可能。フェイルオーバ発動までの障害検出時間も短いことが特長
- 各メジャーバージョン毎にリリースしてから最大10年間サポートサポートを提供
- 言語は日本語と英語に対応。

## 構成
Hinemosは、以下の三つのコンポーネントによって構成されている。
- Hinemos マネージャ
- Hinemos エージェント
- Hinemos クライアント

マネージャサーバにインストールされたHinemosマネージャが管理対象ノードを管理し、情報を内部DBに蓄積する。
管理対象ノードにはジョブ管理機能やログ転送機能等を利用する場合にHinemosエージェントをインストールする。
運用管理者は端末にインストールされたHinemosクライアント、もしくはWebブラウザ(Webクライアント)を利用し、Hinemosマネージャの内部DBに蓄積された情報を参照する。

## 対応OS(Hinemos ver.7.0.1)
- マネージャ
  - Red Hat Enterprise Linux 7 64bit
  - Red Hat Enterprise Linux 8 64bit
  - CentOS 7 64bit
  - Microsoft Windows Server 2022 64bit
  - Microsoft Windows Server 2019 64bit
  - Microsoft Windows Server 2016 64bit
  - Microsoft Windows Server 2012 R2 64bit
  - AmazonLinux 2 (2.0.20190115 以降) 64bit

- エージェント
  - Red Hat Enterprise Linux 7 64bit
  - Red Hat Enterprise Linux 8 64bit
  - Oracle Linux 7 64bit
  - Oracle Linux 8 64bit
  - CentOS 7 64bit
  - AmazonLinux 2 (2.0.20190115 以降) 64bit
  - Ubuntu 18.04LTS 64bit
  - Ubuntu 20.04LTS 64bit
  - SUSE Linux Enterprise Server 15,12 64bit
  - Windows 8.1 32bit
  - Windows 8.1 64bit
  - Windows 10 32bit
  - Windows 10 64bit
  - Windows 11 64bit
  - Microsoft Windows Server 2012 64bit
  - Microsoft Windows Server 2012 R2 64bit
  - Microsoft Windows Server 2016 64bit
  - Microsoft Windows Server 2019 64bit
  - Microsoft Windows Server 2022 64bit
  - Solaris 10 (SPARC, x86)
  - Solaris 11 (SPARC, x86)
  - HP-UX 11i (v2, v3)
  - AIX 7.1
  - AIX 7.2
  - AIX 7.3
  - Red Hat Enterprise Linux 7 z/ Linux対応版
  - Red Hat Enterprise Linux 8 z/ Linux対応版
  - Red Hat Enterprise Linux 7 POWER
  - Red Hat Enterprise Linux 8 POWER
  - SUSE Linux Enterprise Server 12 z/ Linux対応版
  - SUSE Linux Enterprise Server 12 POWER
  - SUSE Linux Enterprise Server 15 z/ Linux対応版
  - SUSE Linux Enterprise Server 15 POWER

- クライアント(リッチクライアント)
  - Windows 8.1
  - Windows 10
  - Windows 11
  - Windows Server 2008 R2 SP1以降
  - Windows Server 2012
  - Windows Server 2012 R2
  - Microsoft Windows Server 2016
  - Microsoft Windows Server 2019
  - Microsoft Windows Server 2022

- Webクライアントサービス
  - Red Hat Enterprise Linux 7
  - Red Hat Enterprise Linux 8
  - CentOS 7
  - Windows Server 2012 R2
  - Microsoft Windows Server 2016
  - Microsoft Windows Server 2019
  - Microsoft Windows Server 2022
  - Amazon Linux 2 (2.0.20190115 以降)

## 歴史
Hinemosは独立行政法人情報処理推進機構（IPA）の2004年度下期オープンソースソフトウェア活用基盤整備事業の委託を受けて開発された。テーマ名は「分散ファシリティ統合マネージャの開発」。2007年にIPAが主催する「ソフトウェア・プロダクト・オブ・ザ・イヤー2007」( SPOTY2007 )を受賞した。2014年にはITPro EXPO Award 2014を受賞した。また、2020年にはITreview Grid Award 2020 FallにてHigh Performerを受賞した。

## 名称
Hinemos（ヒネモス）の名称の由来は与謝蕪村の俳句「春の海 終日のたりのたり哉」の「終日（ひねもす）」が由来となっている。24時間365日稼働し続けるシステムを管理する製品として一日中/終日を意味する名を付けられた。

## 関連書籍
- 倉田晃次、澤井健、幸坂大輔『Hinemos統合管理実践入門』技術評論社、2014年8月5日。ISBN 978-4-7741-6984-2。
- 澤井健、倉田晃次、設楽貴洋『改訂Hinemos統合管理[実践]入門』技術評論社、2019年11月14日。ISBN 978-4-2971-1059-8。